# Heyneke Meyer
Heyneke Meyer (Nelspruit, 6 de octubre de 1967) es un exjugador y entrenador sudafricano de rugby. Fue entrenador de los Springboks de 2012 hasta 2015.

## Carrera
En el año 2000 fue nombrado entrenador de los Blue Bulls de la Currie Cup y más tarde de los Bulls, una de las franquicias sudafricanas del Super Rugby.

### Participaciones en Copas del Mundo
Al mando de Meyer los Springboks debutaron en Inglaterra 2015 con una derrota frente a Japón, siendo humillante para una superpotencia y significando la mayor sorpresa en la historia de la Copa del Mundo, además de la primera victoria de los nipones sobre los afrikáneres. No obstante Sudáfrica se recuperó rápido ganando su grupo y cayendo recién en semifinales ante los All Blacks. Finalmente obtuvieron el tercer puesto ante Argentina.
| Mundial                       | Sede       | Equipo    | Resultado     | PJ | PG | PE | PP | Pts + | Pts - |
| ----------------------------- | ---------- | --------- | ------------- | -- | -- | -- | -- | ----- | ----- |
| Copa Mundial de Rugby de 2015 | Inglaterra | Sudáfrica | Tercer puesto | 7  | 5  | 0  | 2  | 241   | 108   |

## Palmarés
- Campeón del Super Rugby de 2007 y 2010.